# Rio Mau (Penafiel)
Rio Mau is een plaats (freguesia) in de Portugese gemeente Penafiel en telt 1485 inwoners (2001).